# HD 76538
HD 76538，又名CP-59 1174，SAO 250369、HR 3560，是一颗恒星，视星等为5.78，位于銀經277.32，銀緯-9.92，其B1900.0坐标为赤經8h 51m 31.4s，赤緯-59° -9.92′ 24″。